# Condado (ort i Kuba)
Condado är en ort i Kuba.   Den ligger i provinsen Provincia de Sancti Spíritus, i den centrala delen av landet, 300 km sydost om huvudstaden Havanna. Condado ligger 36 meter över havet och antalet invånare är 38 248.
Terrängen runt Condado är platt åt sydost, men åt nordväst är den kuperad. Runt Condado är det ganska tätbefolkat, med 75 invånare per kvadratkilometer. Närmaste större samhälle är Trinidad, 17,0 km sydväst om Condado. I omgivningarna runt Condado växer huvudsakligen savannskog.